# International Harvester Scout
La International Harvester Scout è un fuoristrada prodotto dalla International Harvester dal 1960 al 1980. Precursore dei SUV moderni, è stato pensato come concorrente della Jeep e inizialmente aveva un parabrezza ribaltabile. Lo Scout e la seconda generazione Scout II sono stati prodotti a Fort Wayne, Indiana nella versione a due porte con tetto rigido, hard-top rimovibile, capote o pickup.
Dopo l'esperienza della Travelall, nata nel 1953 e basata su un autocarro, alla fine del 1960 debuttò dopo soli 24 mesi di sviluppo l'inedita Scout 80, in diretta concorrenza con la Jeep CJ, in un settore di mercato all'epoca relativamente piccolo.

## Modelli e varianti
Furono prodotti i seguenti modelli:

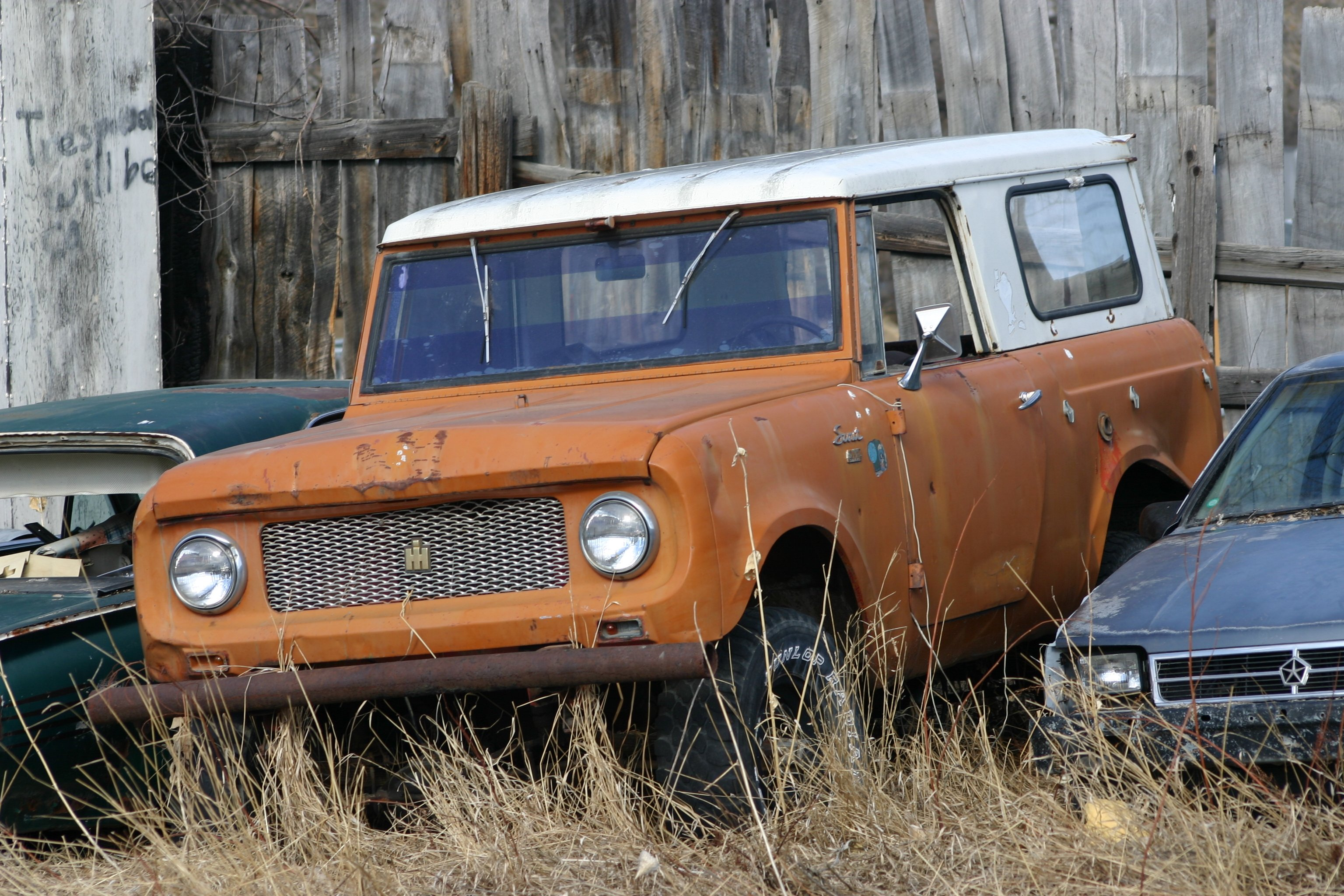
Scout 80

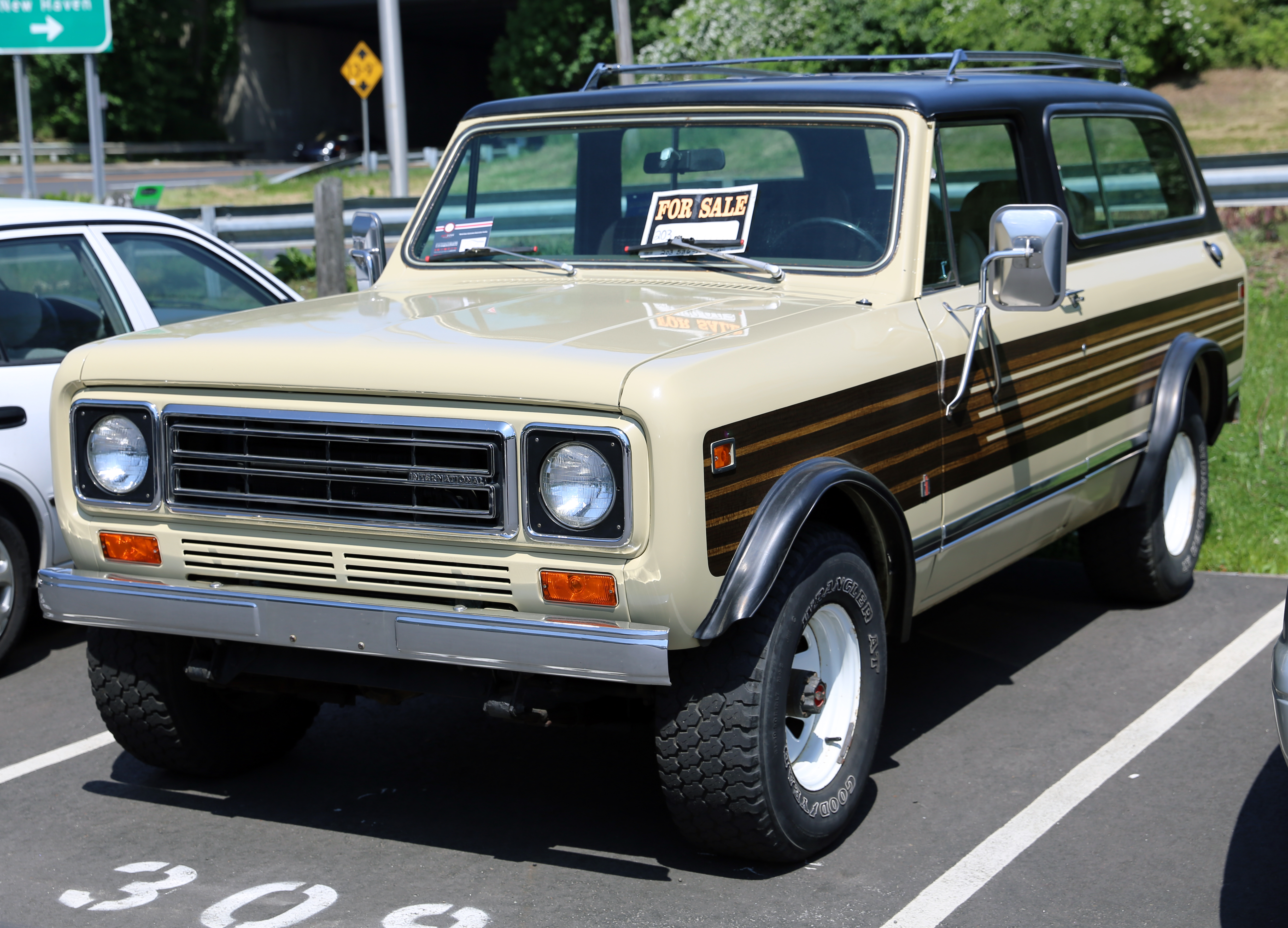
Scout II Traveller

- Scout 80 (1960-1965): dotata di un motore a 4 cilindri e carrozzeria in acciaio;
- Scout 800 - 800A - 800B - 810 (1966-1971): aggiornata e migliorata negli equipaggiamenti, poteva montare in alternativa anche un motore 4 cilindri turbocompresso, un 6 cilindri in linea e, dal 1967, un V8 di 4400 cc e 266 cv:
- Scout II (1971-1980): seconda generazione del modello;
- Scout II Terra e Traveller (1976-1980): versioni con passo allungato e carrozzeria rispettivamente pick-up e hardtop in fibra di vetro rimovibile e terza fila di sedili optional;
- Scout SS II (1977-1979): questo modello aveva porte in tessuto rimovibili, un rollbar e una capote morbida; la sigla "SS" fu interpretata dal significato iniziale di "Soft Top" come "Super Scout".

Fu prodotta anche in diverse versioni speciali e limitate e inoltre da Nissan e AMC.

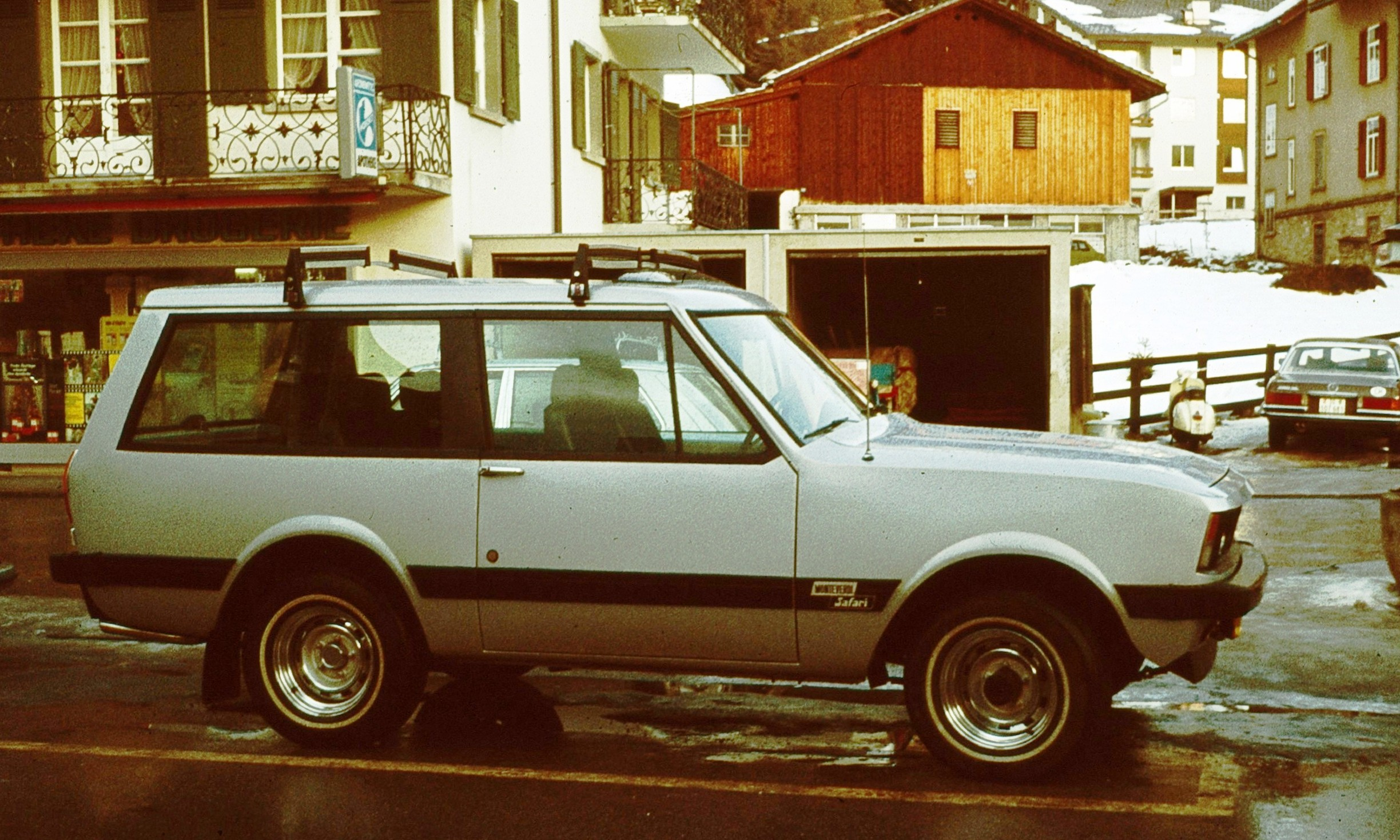
Monteverdi Safari 1978

Monteverdi, marchio svizzero di auto in edizione limitata, ha utilizzato la Scout II per produrre due modelli di fuoristrada di lusso alla fine degli anni '70: il Safari, modificando gran parte della carrozzeria, e il Sahara, che presentava cambiamenti più limitati, cioè una griglia modificata e un interno più lussuoso. Entrambi erano disponibili con motore V8 IH da 5,7 l - 345 cu (pollici cubi) o Chrysler da 5,2 - 318 cu; il Safari è stato offerto anche con motore Chrysler da 7,2 l - 440 cu, mentre il Sahara poteva montare un motore diesel Nissan a 6 cilindri.